# Верховской, Сергей Сергеевич
Сергей Сергеевич Верховской (5 [18] июля 1907, Кострома — 4 августа 1986, Бронксвилл, штат Нью-Йорк) — философ
 и богослов русского зарубежья (главный труд — «Бог и человек»; редактор сборника «Православие в жизни», 1953). Активный член и один из руководителей Русского студенческого христианского движения.

## Биография
Родился 5 (18) июля 1907 года в семье потомственных дворян Костромской губернии, отец — инженер путей сообщения.
В 1920 году семья Верховских эвакуировалась в Константинополь с армией генерала Врангеля, в 1921 году переехала в Чехословакию.
Среднее образование он получил в Праге, затем учился в Братиславском университете и Парижском университете.
В 1931 году женился на Ольге Четвериковой, дочери протоиерея Сергия Четверикова.
В 1932—1936 годы учился в Свято-Сергиевском богословском институте в Париже, там же защитил диссертацию.
В 1937—1941 годах являлся секретарём Русского студенческого христианского движения (РСХД).
В 1944—1952 годах преподавал в Свято-Сергиевском богословском институте нравственное богословие, историю философии. Одновременно в 1945—1952 годах был председателем братства Христа Спасителя в Париже. Член епархиального совета Русского экзархата Константинопольского патриархата от мирян.
В 1952 году по приглашению Свято-Владимирской духовной семинарии (штат Нью-Йорк) переехал в США, занимал должность профессора догматического, нравственного и сравнительного богословия. В 1955 году назначен проректором семинарии.
В качестве консультанта принимал участие во 2-й ассамблее ВСЦ в Эванстоне (штат Иллинойс, 1954).
В 1956/57 учебном году был приглашён для чтения лекций в Экуменический институт Боссэ. Состоял членом Комиссии по вопросам экклезиологии при Национальном совете церквей (США).
В 1960 году получил степень доктора богословия Свято-Сергиевского богословского института.
В 1968 году Православной церковью в Америке делегирован на 4-ю ассамблею ВСЦ в Уппсале (Швеция).
В 1981 году вышел на пенсию. Скончался 4 августа 1986 года в Lawrence Hospital в Бронквилле, штат Нью-Йорк, в возрасте 79 лет. У него остались сестра, три дочери и девятеро внуков и внучек.

## Богословские взгляды
Представитель неопатристического синтеза; главный упор делал на Св. Писании, понимаемом в святоотеческом контексте. Отвергал софиологию протоиерея Сергия Булгакова и священники Павла Флоренского. Признавая многие достижения в исторических, лингвистических, литературних и археологических исследованиях для изучения Священного Писания, выступал с резкой критикой современной ему библеистики, особенно интерпретаций Библии, осуществлённых без учёта контекста литургической и аскетической жизни православной Церкви.

Как православный богослов, я не могу иметь иного желания, как быть верным учению Церкви. Если мои мысли в чём-либо ошибочны, я первый буду приветствовать здравую критику… Я остановился преимущественно на чисто духовной, нравственной и интеллектуальной стороне нашего пути к Богу, потому что о ней обычно говорят меньше, чем о других возможных путях богообщения… Вопрос о богопознании может показаться слишком трудным и специальным. Но можно только сожалеть, что современный человек считает часто лишним знать что-либо о Боге и понять, почему вера в Бога разумна и необходима.
— Из предисловия к книге «Бог и человек» (Нью Йорк: Изд-во им. Чехова, 1956)

## Источник
- Протопр. Фома Хопко. ВЕРХОВСКОЙ Сергей Сергеевич // Православная энциклопедия. — М., 2004. — Т. VIII : Вероучение — Владимиро-Волынская епархия. — С. 24. — 39 000 экз. — ISBN 5-89572-014-5.